# Линкольн (тауншип, округ Блу-Эрт, Миннесота)
Линкольн (англ. Lincoln) — тауншип в округе Блу-Эрт, Миннесота, США. На 2000 год его население составило 227 человек.

## География
По данным Бюро переписи населения США площадь тауншипа составляет 93,1 км², из которых 93,1 км² занимает суша, водоёмов нет.

## Демография
По данным переписи населения 2000 года здесь находились 227 человек, 90 домохозяйств и 66 семей.  Плотность населения —  2,4 чел./км².  На территории тауншипа расположено 94 постройки со средней плотностью 1,0 построек на один квадратный километр. Расовый состав населения: 99,12 % белых, 0,44 % азиатов, 0,44 % — других рас США. Испанцы или латиноамериканцы любой расы составляли 0,44 % от популяции тауншипа.
Из 90 домохозяйств в 28,9 % воспитывались дети до 18 лет, в 67,8 % проживали супружеские пары, в 3,3 % проживали незамужние женщины и в 25,6 % домохозяйств проживали несемейные люди. 24,4 % домохозяйств состояли из одного человека, при том 8,9 % из — одиноких пожилых людей старше 65 лет. Средний размер домохозяйства — 2,52, а семьи — 3,00 человека.
26,9 % населения младше 18 лет, 2,6 % в возрасте от 18 до 24 лет, 24,2 % от 25 до 44, 25,1 % от 45 до 64 и 21,1 % старше 65 лет. Средний возраст — 42 года. На каждые 100 женщин приходилось 110,2 мужчин.  На каждые 100 женщин старше 18 приходилось 110,1 мужчин.
Средний годовой доход домохозяйства составлял 43 125 долларов, а средний годовой доход семьи —  49 688 долларов. Средний доход мужчин —  28 750  долларов, в то время как у женщин — 23 500. Доход на душу населения составил 23 559 долларов. За чертой бедности находились 3,5 % семей и 5,1 % всего населения тауншипа, из которых 5,4 % старше 65 лет.